# Антоніо Франсіско Брага
Антоніу Франсіску Брага (порт. Antônio Francisco Braga; (15 квітня 1868 , Ріо-де-Жанейро  — 14 березня 1945 , Ріо-де-Жанейро ) — бразильський композитор.

## Життєпис
Антоніу Франсіску Брага народився 1868 року в Ріо-де-Жанейро . Навчався у Луїса Антоніу де Моура за класом кларнета та у Карлос де Мескіта гармонії та контрапункту. У 1886 році заснував Sociedade de Concertos Populares . Після проголошення Бразильської республіки у 1889 році брав участь у конкурсі національних гімнів із композицією Hino à bandeira. Був одним із чотирьох фіналістів, але не переміг, а як заохочення отримав стипендію для стажування в Європі. Починаючи з 1890 року навчався у Паризькій консерваторії у Жуля Массне . Після цього деякий час провів у Німеччині та Італії .
1900 року повернувся до Бразилії. Під враження від творів Ріхарда Вагнера вирішив створити монументальний твір, взявши за основу роман Бернарду Гімарайнша . Одноактна опера Jupira, що вийшла, була поставлена в Театро Ліріко в 1900 році. Брага викладав у Національному інституті музики. У 1912 став одним із засновником Sociedade de Concertos Sinfonicos і до 1933 диригував оркестром цього товариства. Одним із його учнів був бразильський піаніст та композитор Касільда Боржес Барбоза.
Антоніу Франсіску Брага створив три опери, кілька творів для оркестру та камерних ансамблів, складав фортепіанні п'єси та пісні. Для музики Браги характерна висока якість матеріалу та легкість техніки — стиль, набутий під час навчання у Франції. За безліч створених маршів і гімнів він отримав прізвисько Chico dos Hinos .
Помер у Ріо-де-Жанейро на 77-му році життя.

## Твори
- Missa de S. Francisco Xavier (SD)
- Missa de S. Sebastião (SD)
- Тебе, Бога, хвалимо (SD)
- Stabat Mater (SD)
- Trezena de S. Francisco de Paula (SD)
- A Paz, вірш та музика до нього (sd)
- Oração pela Pátria, вірш та музика до нього (sd)
- Trio, для фортепіано, скрипки та віолончелі (SD)
- Dois Quintetos (SD)
- Quarteto for wildwood and brasses (SD)
- Virgens Mortas, пісня на слова Олаво Білака (SD)
- Trovador do Sertão, для соло та колективного виконання (SD)
- Hino à juventude brasileira (SD)
- Hino à Paz (SD)
- Paysage (1895)
- Cauchemar (1896)
- Brasil, марш (1898)
- Marabá, симфонічна поема, перший твір, призначений для Бразилії (1898)
- Episódio Sinfônico (1898)
- Jupira, опера (1898)
- A Pastoral, ліричний епізод (1903)
- Hino à Bandeira Nacional (1905)
- Canto de Outono, для оркестру (1908)
- O Contratador de Diamantes, музичний супровід (1908)
- Insônia, симфонічна поема (1908)
- Anita Garibaldi, опера (1912—1922)
- Many military marches, Barão do Rio Branco, Satanás таDragões da Independência